# Slag bij Honey Hill
De Slag bij Honey Hill vond plaats op 30 november 1864 in Jasper County, South Carolina tijdens de Amerikaanse Burgeroorlog. Deze slag was het resultaat van een Noordelijke expeditie onder leiding van generaal-majoor John P. Hatch uit South Carolina die, ter ondersteuning van Shermans mars; de Charleston en Savannah spoorweg probeerden te vernietigen.

## De slag
De strijdmacht van de Noordelijke generaal-majoor John P. Hatch vertrok vanuit Hilton Head op 28 november 1864. Het bestond uit 5.000 soldaten waaronder twee brigades van de Coast Division van het Departement of the South, één marinebrigade en eenheden van drie batterijen van lichte artillerie. Hun doel was de vernietiging van de Charleston en Savannah spoorweg bij Pocotaligo. Indien ze erin slaagden om deze spoorweg te vernietigen, zou dit de opmars van Shermans legers vooruit helpen. Een deel van de bevoorrading van de Zuidelijke eenheden verliep via deze spoorweg. De Noordelijken namen de stoomboot. Door de dichte mist werden de troepen maar aan land gezet in de late namiddag van de volgende dag. Eenmaal aan land vertrok Hatch onmiddellijk naar Grahamville, South Carolina om de spoorweg te vernietigen.
De kaarten die Hatch had meegekregen deugden niet. Het was pas in de ochtend van 30 november dat hij de juiste weg had gevonden. Op enkele kilometers van Grahamville bij Honey Hill botste hij op een Zuidelijke strijdmacht van soldaten en militietroepen.
Deze stond onder leiding van kolonel Charles J. Colcock. Ze hadden hun zeven kanonnen dwars over de weg opgesteld. De Noordelijken voerden verschillende verbeten aanvallen uit op de Zuidelijke stellingen. De Zuidelijke stellingen waren echter te sterk. De gevechten duurden voort tot het invallen van de duisternis. Hatch kwam tot de conclusie dat de vijand niet verslagen kon worden en trok zijn strijdmacht terug naar de transportschepen die op hun wachtten bij Boyd’s Neck. Hij had 746 soldaten verloren tegenover 47 soldaten voor de Zuidelijken